# Shélah
Pour les articles homonymes, voir Shelah.
Shélah est un personnage de la Genèse et du Coran. Il est le fils d'Arpakshad et le père d'Eber. Il meurt à 433 ans. 
Selon la tradition biblique, il vécut de -2281 à -1817.